# Die Kälte. Eine Isolation
Die Kälte. Eine Isolation ist der vierte Teil von Thomas Bernhards autobiographischem Zyklus und erstmals 1981 im Salzburger Residenz Verlag erschienen. Er bildet zusammen mit Die Ursache. Eine Andeutung (1975), Der Keller. Eine Entziehung (1976), Der Atem. Eine Entscheidung (1978) und Ein Kind (1982) die Kindheits- und Jugenderinnerungen Bernhards. Schon Ende der 1960er und Anfang der 1970er Jahre verstärkte sich in den Werken Bernhards, beispielsweise in Das Kalkwerk (1970) oder Die Jagdgesellschaft (1974), die Tendenz, seine Herkunftsbedingungen zu erforschen und den Ursachen seines Denkens und Handelns auf den Grund zu gehen. Obwohl die Autobiographie Bernhards maßgeblich Aufschluss gibt über sein Leben, darf ihr Kunstcharakter nicht außer Acht gelassen werden.

## Handlung
Thomas Bernhard wird in die öffentliche Lungenheilstätte Grafenhof eingeliefert, da sich sein Lungenleiden verschlechtert hat. Er ist verzweifelt, da er einen langen Krankenhausaufenthalt hinter sich hat, sein Großvater kurz zuvor verstorben ist und seine Mutter mit Krebs im Sterben liegt. Die Bedingungen in Grafenhof sind der Nachkriegszeit entsprechend katastrophal: es sind keine finanziellen Mittel vorhanden, um die Patienten medizinisch zu versorgen, die Ärzte sind kalt gegenüber den Patienten und die Heilstätte gleicht einer Baracke. Nach anfänglich distanzierter Haltung zu seinen Mitpatienten findet Bernhard schließlich einen Freund in einem Musiker, der ihn in Harmonie- und Formenlehre sowie Italienisch unterrichtet, sodass Bernhard seinem Ziel, eine professionelle Sängerlaufbahn einzuschlagen, näher kommt.
Ein paar Wochen später verlässt Bernhard Grafenhof als geheilt, bis kurz darauf eine offene Lungentuberkulose bei ihm festgestellt wird. Nach kurzem Krankenhausaufenthalt kehrt er nach Hause zurück und sucht einen Lungenfacharzt auf, bei dem es schließlich zu einem Behandlungsfehler kommt. Nach einem weiteren, schmerzvollen Krankenhausaufenthalt kehrt Bernhard nach Grafenhof zurück, ist diesmal jedoch komfortabler, zusammen mit einem Doktor der Rechte, in einer Loggia untergebracht. Schließlich beschließt er, Grafenhof auf eigene Gefahr zu verlassen, nach Hause zurückzukehren und sich wieder in die Behandlung des Lungenfacharztes zu begeben.

## Themen und Motive

### Das Verhältnis zur Familie
Die Handlung wird häufig von Erinnerungen Bernhards an den verstorbenen Großvater, die kranke Mutter und den unbekannten Vater unterbrochen. Die „Meinigen“ werden von ihm als kalt gegenüber seinem Schicksal dargestellt, weder schreiben, noch besuchen sie ihn und das Gefühl, unerwünscht zu sein, ist für ihn immer präsent. Von dem Tod der Mutter erfährt er wieder durch die Zeitung, ihr hatte er sich zuvor angenähert: „Wir hatten nicht die Kraft, etwas zu sagen, wir weinten nur und drückten unsere Schläfen aneinander“ (Bernhard 2009, 36).
Seine eigene Herkunft und die seiner Familie beginnt er zunehmend zu hinterfragen: „Woher war eigentlich mein Großvater? Woher war eigentlich meine Großmutter? Väterlicherseits! Mütterlicherseits! Woher waren sie alle, die mich auf ihrem Gewissen hatten, von welchen ich Aufklärung forderte.“ (Bernhard 2009, 78)
Die Suche nach dem unbekannten Vater bleibt jedoch ambivalent, da er nach heftigen Auseinandersetzungen mit der Mutter nicht den Mut aufbringt, gezielt nach ihm zu suchen. Er beschränkt sich auf die „Spekulation, wer er gewesen sein könnte, was für ein Mensch, was für ein Charakter.“ (Bernhard 2009, 76). Dennoch spürt er, dass sich der Hass der Mutter gegen den Vater auf den eigenen Sohn richtet:
„Die Rache meiner Mutter bestand sehr oft darin, mich auf das Rathaus zu schicken, um mir selbst die fünf Mark abzuholen, die der Staat für mich im Monat (!) bezahlte, sie hatte sich nicht gescheut, mich direkt in die Hölle zu schicken als Kind mit der Bemerkung: damit du siehst was du wert bist.“ (Bernhard 2009, 73)
Durch die schonungslose Darstellung der menschlichen Kälte schafft Bernhard eine „Anti-Idylle“, die jedoch künstlich bleibt, da es nicht die Intention Bernhards ist, die Schrecken seiner Kindheit genau nachzuzeichnen, sondern vielmehr durch sein ästhetisch-philosophisches und somit distanzschaffendes Erzählverfahren auf den Kunstcharakter der Autobiographie hinweist.

### Nationalsozialismus
Auch wenn in seinen Nachkriegserinnerungen der Nationalsozialismus nicht explizit thematisiert wird, gibt es viele Anspielungen Bernhards. So drängt sich der Vergleich Grafenhofs mit den nationalsozialistischen Vernichtungslagern auf: die Verwahrlosung der Patienten, die auf Holzpritschen in Zwölfbett-Zimmern liegen und die ständige Präsenz von Krankheit und Tod lassen Bernhard Grafenhof als „Schreckenswort“, als „Hölle“ empfinden, die sich folgerichtig „an die Nachkriegshoffnungslosigkeit, an das Nachkriegsentsetzen“ anschließt (Bernhard 2009, 24). Die Ärzte, besonders der Primarius, ein ehemaliger Nationalsozialist, herrschen militärisch-streng wie in einer Strafanstalt.

### Krankheit
Obwohl sich das Thema Krankheit und Tod durch sämtliche Werke Bernhards zieht, ist die Auseinandersetzung mit existentiellen Krisen wie Krankheit und Tod symptomatisch für das autobiographische Schreiben der 70er Jahre. Krankheit wird für Bernhard zur Identifikationsfrage: nimmt er in Grafenhof zunächst die Rolle eines Unbeteiligten, eines Beobachters ein, so passt er sich mit der Zeit äußerlich den übrigen Kranken an, um später auch seinen geistigen Widerstand gegen die Verhältnisse in Grafenhof aufzugeben: „[H]ier will ich sein! Wo sonst?…. Nicht das Hier haßte ich jetzt, ich haßte das Dort, das Drüben und das Draußen, alles andere!“ (Bernhard 2009, 25). Durch den Kapellmeisterfreund schöpft Bernhard jedoch neue Lebenskraft, der ältere Freund wird sein Vorbild, da für diesen als Künstler nur die „absolute Existenzbejahung“ wider der unmenschlichen Umstände in Grafenhof in Frage kommt (Bernhard 2009, 87 f.).
Der Vergleich zu Thomas Manns Zauberberg drängt sich auf, doch anders als in Manns Roman wird nicht eine untergehende Epoche feierlich verabschiedet, sondern das Dahinsiechen der unterprivilegierten Kranken beschrieben, sodass Die Kälte als „Anti-Zauberberg“ fungiert.

## Bibliographie

### Primärliteratur
- Bernhard, Thomas: Die Kälte. Eine Isolation. 13. Auflage. München: Deutscher Taschenbuch Verlag, 2009.

### Sekundärliteratur
- Hoell, Joachim: Thomas Bernhard. Hg. v. Martin Sulzer-Reichel. München: Deutscher Taschenbuch Verlag, 2000 (dtv portrait).
- Holdenried, Michaela: Autobiographie. Stuttgart: Reclam, 2000.
- Thomas Bernhard. Werkgeschichte. Hg. v. Jens Dittmar. Frankfurt a. M.: Suhrkamp, 1981 (suhrkamp taschenbuch materialien).
- Kommentar. In: Die Autobiographie. Hg. v. Martin Huber und Manfred Mittermayer. Bd. 10: Thomas Bernhard. Werke. Hg. v. Martin Huber und Wendelin Schmidt-Dengler. Frankfurt a. M.: Suhrkamp, 2004.